# Manozil-3-fosfoglicerat sintaza
Manozil-3-fosfoglicerat sintaza (EC 2.4.1.217, MPG sintaza, GDP-manoza:3-fosfoglicerat 3-alfa-D-manoziltransferaza) je enzim sa sistematskim imenom GDP-manoza:3-fosfo--glicerat 3-alfa--manoziltransferaza. Ovaj enzim katalizuje sledeću hemijsku reakciju
GDP-manoza + 3-fosfo--glicerat {\displaystyle \rightleftharpoons } GDP + 2-(alfa-D-manozil)-3-fosfoglicerat
Za dejstvo ovog enzima je neophodan jon Mn2+.

## Literatura
- Nicholas C. Price; Lewis Stevens (1999). Fundamentals of Enzymology: The Cell and Molecular Biology of Catalytic Proteins (Third изд.). USA: Oxford University Press. ISBN 019850229X.
- Eric J. Toone (2006). Advances in Enzymology and Related Areas of Molecular Biology, Protein Evolution (Volume 75 изд.). Wiley-Interscience. ISBN 0471205036.
- Branden C; Tooze J. Introduction to Protein Structure. New York, NY: Garland Publishing. ISBN 0-8153-2305-0.
- Irwin H. Segel. Enzyme Kinetics: Behavior and Analysis of Rapid Equilibrium and Steady-State Enzyme Systems (Book 44 изд.). Wiley Classics Library. ISBN 0471303097.

## Spoljašnje veze
- Mannosyl-3-phosphoglycerate+synthase на 